# 上野義秋
上野 義秋（うえの よしあき、1920年12月11日 - 没年不明）は、福岡県出身のプロ野球選手（捕手、一塁手、外野手）。

## 来歴・人物
福岡工業（現・福岡県立福岡工業高等学校）在学中には、甲子園に5回（春2回〈1937年，1938年〉、夏3回〈1937年，1938年，1939年〉）出場。最高成績は1939年夏のベスト8（それ以外の大会は、全て初戦負け）だが、同校の甲子園初出場及び黄金時代（福岡工は2014年春終了現在、春5回，夏4回出場しているが、上野がいた時代に春2回，夏3回出場。）に貢献した。福岡工時代のチームメイトに、大崎憲司，千頭久米夫，伴勇資（いずれも後に、西日本鉄道硬式野球部及び西鉄でもチームメイトになる。）がいる。
1940年3月15日に名古屋金鯱軍に入団。翌日の開幕戦・南海戦（甲子園球場）に「7番・一塁手」で先発出場した。持ち前のシュアな打撃と選球眼の良さでレギュラーに定着し、一塁手の他には捕手，外野手（左翼手、中堅手、右翼手全てで試合出場経験あり）を守ったユーティリティープレイヤーでもあった。
1941年に金鯱軍は翼軍と対等合併して大洋軍となり、上野もメンバーとして登録されるが、試合出場はなかった。6年のブランクがあることから、応召された可能性が高いが、詳細は不明である。
1947年に現役復帰。この年創設された、西日本鉄道硬式野球部に所属して戦後のスタートを切った。翌1948年の第19回都市対抗野球大会では、「3番・一塁手」としてチームの優勝に貢献。この時のチームメイトには、先述の大崎,千頭，伴の他に、武末悉昌投手・宮崎要監督兼二塁手・深見安博三塁手・塚本悦郎中堅手がおり、後に西鉄の草創期を形成するメンバーとなった。1950年にこの年新設された
西鉄クリッパースに入団し、プロ野球界に復帰した。俊足を活かし、主に1番や2番、9番打者で活躍して、16盗塁をマークした。しかし、シーズン終盤に故障して、翌1951年には僅か1試合出場に終わると、1952年に広島カープに移籍して、この年限りで現役を引退した。

## 詳細情報

### 年度別打撃成績
| 年 度     | 球 団     | 試 合 | 打 席 | 打 数 | 得 点 | 安 打 | 二 塁 打 | 三 塁 打 | 本 塁 打 | 塁 打 | 打 点 | 盗 塁 | 盗 塁 死 | 犠 打 | 犠 飛 | 四 球 | 敬 遠 | 死 球 | 三 振 | 併 殺 打 | 打 率 | 出 塁 率 | 長 打 率 | O P S |
| --------- | --------- | ----- | ----- | ----- | ----- | ----- | -------- | -------- | -------- | ----- | ----- | ----- | -------- | ----- | ----- | ----- | ----- | ----- | ----- | -------- | ----- | -------- | -------- | ----- |
| 1940      | 金鯱      | 65    | 210   | 176   | 12    | 37    | 5        | 0        | 0        | 42    | 16    | 7     | --       | 4     | 0     | 29    | --    | 0     | 21    | --       | .210  | .322     | .239     | .561  |
| 1950      | 西鉄      | 102   | 342   | 289   | 29    | 70    | 7        | 5        | 2        | 93    | 17    | 16    | 7        | 9     | --    | 41    | --    | 3     | 40    | 2        | .242  | .342     | .322     | .664  |
| 1951      | 西鉄      | 1     | 0     | 0     | 0     | 0     | 0        | 0        | 0        | 0     | 0     | 0     | 0        | 0     | --    | 0     | --    | 0     | 0     | 0        | ----  | ----     | ----     | ----  |
| 1952      | 広島      | 79    | 123   | 103   | 14    | 24    | 2        | 1        | 1        | 31    | 8     | 3     | 5        | 2     | --    | 18    | --    | 0     | 12    | 1        | .233  | .347     | .301     | .648  |
| 通算：4年 | 通算：4年 | 247   | 675   | 568   | 55    | 131   | 14       | 6        | 3        | 166   | 41    | 26    | 12       | 15    | 0     | 88    | --    | 3     | 73    | 3        | .231  | .337     | .292     | .629  |

### 背番号
- 27 （1940年）
- 8 （1941年）
- 6 （1950年 - 1951年）
- 11 （1952年）